# Otto Einert
Johann Friedrich Otto Einert (* 23. November 1822 in (Groß-)Keula; † 8. September 1889 in Sondershausen) war deutscher Richter und Mitglied des Landtags des Fürstentums Schwarzburg-Sondershausen.

## Familie
Otto Einert war der Sohn des Justizamtmanns Carl Georg Albrecht Einert und dessen Frau Friedericke Auguste geborene Helmkampf, der Tochter des Rates Carl Franz August Helmkamp. Einert, der evangelisch-lutherischen Glaubens war, heiratete am 19. Februar 1854 in Nordhausen Emma Rosalie Engelhard (* 19. Juni 1835 in Nordhausen; † 17. Oktober 1896 in Sondershausen) die Tochter des Posthalters, Landwirts und Gastwirts Karl Gustav Engelhard in Nordhausen.

## Leben
Einert besuchte das Gymnasium in Nordhausen und studierte an mehreren Hochschulen Rechtswissenschaften. Im Juni 1846 legte er vor dem Landesjustizkollegium Arnstadt 1 die juristische Staatsprüfung mit Auszeichnung ab. Am 26. Juli 1846 wurde er bei Justizamt Keula als Akzessist eingestellt und 1847 an das Justizamt Ebeleben versetzt. Vom 8. Dezember 1846/9. April 1847 bis zum 30. Juni 1850 war er Gerichtshalter in Bellstedt und folgte in dieser Funktion seinem Vater nach. Am 1. Mai 1850 wechselte er als Aktuar zum Justizamt Greußen. Hintergrund war die Aufhebung der Patrimonialgerichtsbarkeit gemäß dem Gesetz vom 22. Juni 1849.
Am 12. November 1853 erhielt er das Prädikat Amtskommissar und am 22. Dezember 1862 Amtsassessor. Zum 8./28.1./1.2. 1864 wurde er Justizamtmann in Ebenleben. Mit den Reichsjustizgesetzen wurde dieses aufgehoben und durch ein Amtsgericht ersetzt. Er war ab dem 1. Oktober 1879 erster Amtsrichter am Amtsgericht Ebeleben. Zum 24. Dezember 1880 erhielt er das Prädikat Amtsgerichtsrat und am 11. Dezember 1883 Oberamtsrichter.
1883 gründete er gemeinsam mit Hermann Gremse und Rudolf Schlegel die Aktiengesellschaft Zuckerfabrik Ebeleben und war deren erster Aufsichtsratsvorsitzender.

## Politik
Er vertrat konservative Positionen und war 1881 Unterzeichner von Wahlaufrufen für Oscar Schoenemann im Reichstagswahlkreis Fürstentum Schwarzburg-Sondershausen. 1882 war er Mitbegründer und Vorstandsmitglied im konservativen Verein für die Unterherrschaft des Fürstentums Schwarzburg-Sondershausen.
Vom 1. Januar 1880 bis zum 8. August 1898 war er Mitglied des Schwarzburg-Sondershäuser Landtags. Er wurde zunächst im Wahlkreis  Allgemeine Wahlen 3 und ab 1884 für die Höchstbesteuerten in der Unterherrschaft gewählt.

## Auszeichnungen
- Justizrat (14. Juni 1871)
- Fürstliches Ehrenkreuz 3. Klasse (1. März 1875)
- Fürstliches Ehrenkreuz 2. Klasse (7. August 1888)
- Königlich preußischer Kronenorden 4. Klasse (1872)